# 蜡烛榧螺
蜡烛榧螺（学名：Oliva lignaria），是新腹足目榧螺科榧螺属的一种。主要分布于印度尼西亚、中国大陆、台湾，常栖息在潮间带至水深80米。